# فرودگاه سماره
فرودگاه سماره (به انگلیسی: Smara Airport) یک فرودگاه نظامی با کد یاتا SMW است که یک باند فرود آسفالت دارد و طول باند آن ۳۰۰۲ متر است. این فرودگاه در شهر سماره کشور صحرای غربی قرار دارد و در ارتفاع ۱۰۷ متری از سطح دریا واقع شده است.